# Частых
Часты́х — опустевшая деревня в Киренском районе Иркутской области. Входит в Коршуновское муниципальное образование.
Находится на левом берегу реки Лена, в 45 км (по Лене) к востоку от центра сельского поселения, села Коршуново.

## Население
| 2002 | 2010 | 2011 | 2012 |
| ---- | ---- | ---- | ---- |
| 0    | →0   | →0   | →0   |